# 塞默灵山口

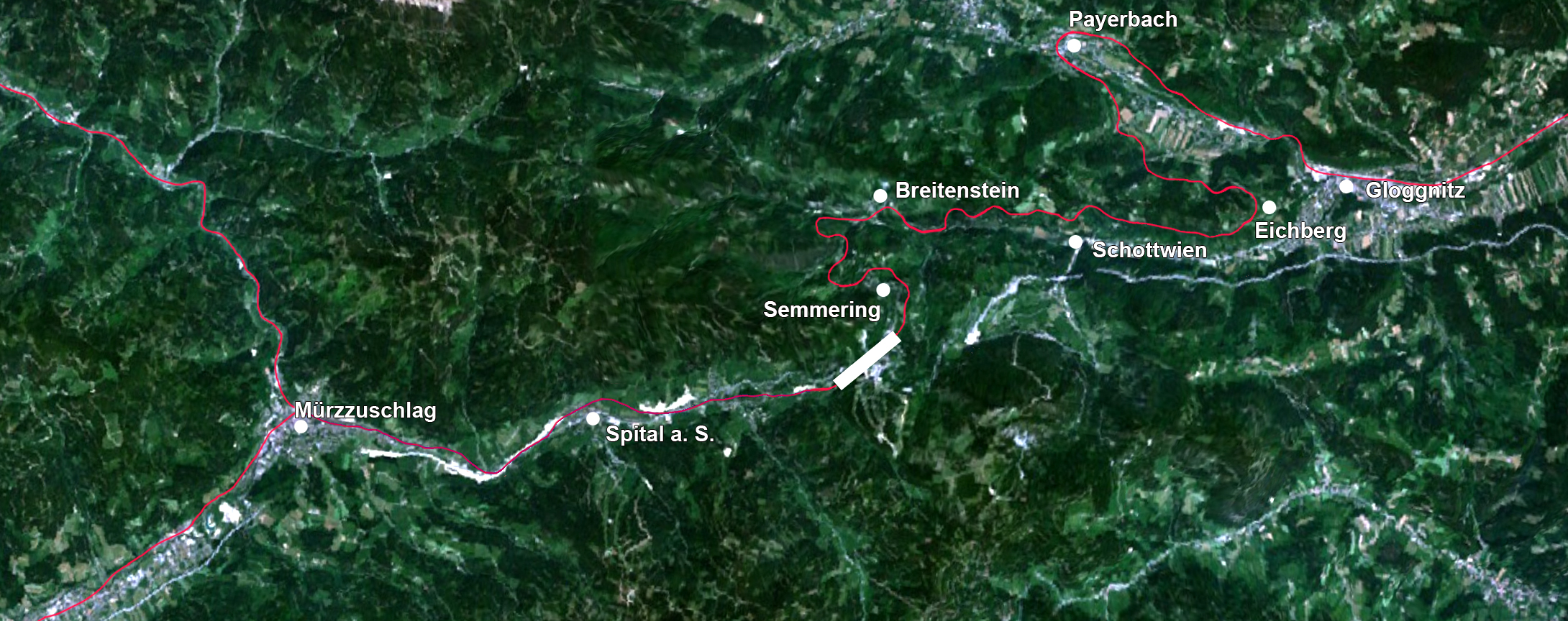
塞默灵山口的卫星影像

塞默灵山口（德語：Semmering），又译作赛默林山口，位于奥地利中东部，是阿尔卑斯山奥地利段的一个隘口，海拔965米（3,166呎）。是施泰尔马克与下奥地利两州的天然边界，其是阿尔卑斯山最东最低的山口。

## 地理
塞默灵山口地理位置十分重要，是一条连接下奥地利与内奥地利的要道。从维也纳出发，塞默灵山口可经施泰尔马克通往巴尔干，经克恩顿通往意大利，经恩斯河谷通往因斯布鲁克。

## 交通历史

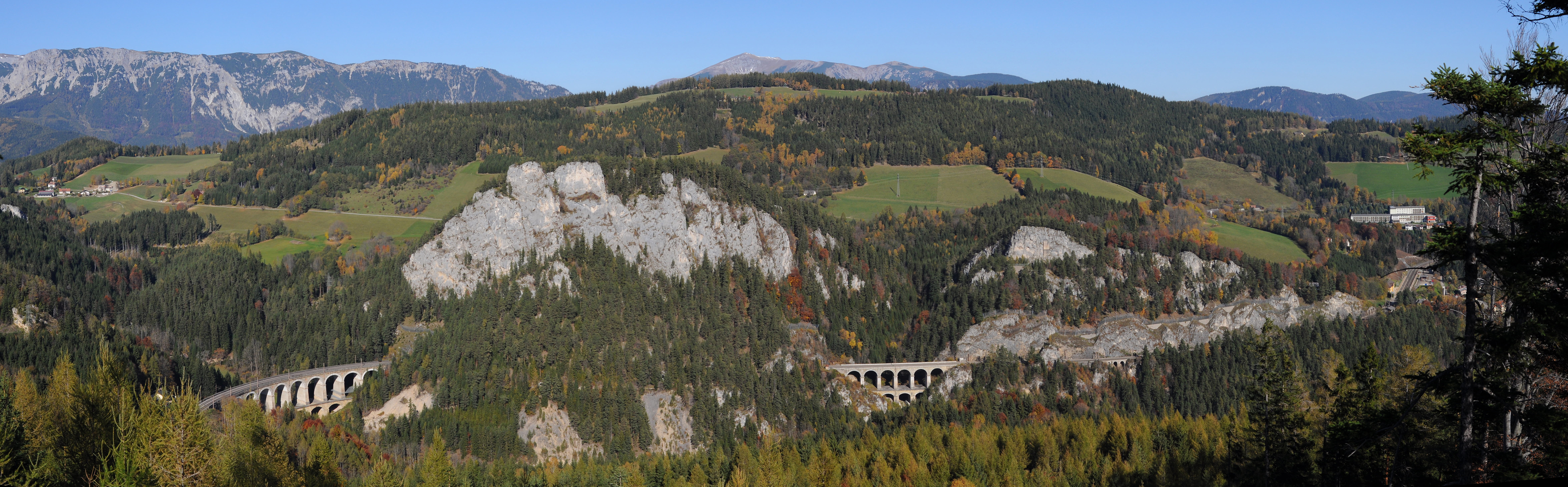
穿过山间的塞默灵铁路

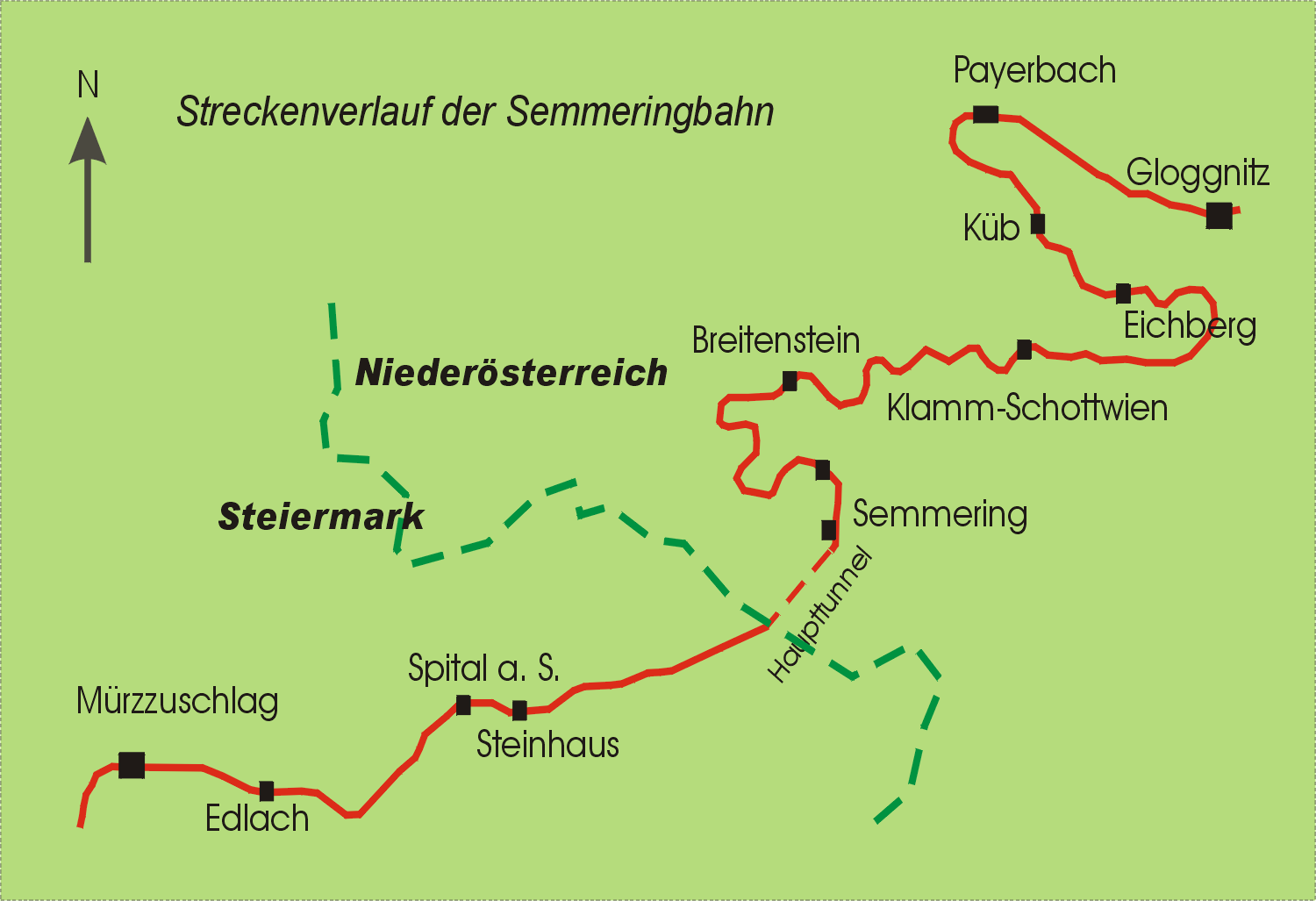
铁路平面示意图

### 早期路线计划
1848，世界上第一条山间铁路塞默灵铁路在此动工。在卡尔·里特尔·冯·盖加主持下，20,000多名工人耗时6年，克服了结构设计与建筑施工上的巨大挑战，于1854年竣工。塞默灵铁路全长41公里，始于海拔436米的格洛格尼茨站，在海拔677米的Mürzzuschlag站到达终点。铁路桥隧比大，修建了16个大型高架桥和14个隧道（总长都为1477米）以及超过118孔石拱桥和11个小型铁桥，以便克服山区459米的高度差。此铁路便利了沿途交通，更带动了沿途经济，由于铁路的复杂与美观，其被联合国教科文组织列为世界遗产。

### 塞默灵基线隧道计划
由于塞默灵铁路一带是奥地利铁路网的主要瓶颈，奥地利政府决定耗费390亿欧元，在山脚下新修建一条隧道（也就是塞默灵基线隧道），构建更完善的铁路交通体系。出于对地下水污染的担忧，项目遭到了下奥地利州政府的强烈反对，并通过发布负面环境影响声明来拖延该项目的实施。为此，该项目进行了修订，并改变了线路的布局，以尽量减少对地下水的影响。从而保障可以顺利进行。
2012年4月25日，格洛格尼茨举行了新隧道项目的奠基仪式，正式启动了27.3公里长的塞默灵基线隧道的前期施工工程，该隧道将设计用于客运列车，最高时速可达230公里，将维也纳至格拉茨的旅行时间缩短到1小时50分钟，吸引更多客户乘坐铁路往来。工程计划于2030年竣工。

## 景观

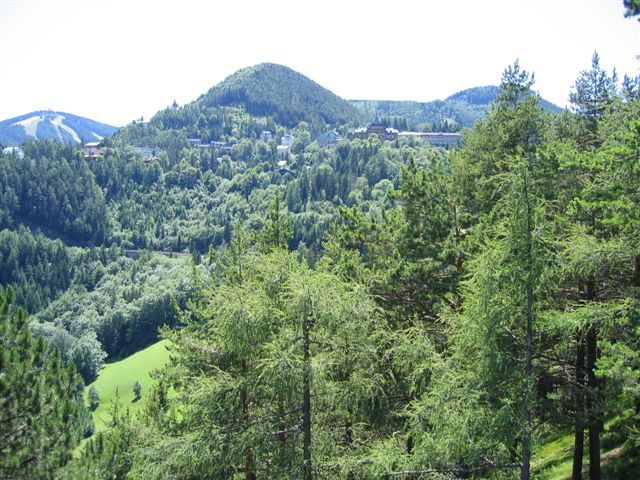

塞默灵镇坐落与塞默灵山口脚下，是奥地利著名的滑雪和温泉水疗之地。位于山口的佐贝尔堡的stuhleck滑雪场更是享誉世界的滑雪胜地。